# Аньор, Хуанпи
Хуа́н Па́бло Аньо́р Ако́ста (исп. Juan Pablo Añor Acosta ; родился 24 января 1994 года в Каракасе, Венесуэла), более известный по прозвищу Хуа́нпи (исп. Juanpi) — венесуэльский футболист, полузащитник греческого клуба «Панетоликос» и сборной Венесуэлы.
Отец Аньора — бывший профессиональный футболист, а старший брат Бернардо выступает в MLS за «Коламбус Крю».

## Клубная карьера
Аньор воспитанник футбольной академии клуба «Малага», куда он попал из «Каракаса» благодаря селекционной службе «анчоусов». Летом 2014 года после очередного массового исхода футболистов связанного с политикой руководства команды Хуанпи был включён в заявку на сезон. 30 августа в матче против «Валенсии» Аньор дебютировал в Ли Лиге, заменив во втором тайме Луиса Альберто.
6 января 2015 года в поединке Кубка Испании против «Леванте» Хуанпи забил свой первый гол за «Малагу». 23 января 2016 года в матче против «Барселоны» он забил свой первый гол за чемпионате, а в следующих двух турах в поединках против «Эйбара» и «Хетафе» Аньор отличился вновь. 31 января 2019 года отправился в аренду в клуб «Уэска». 2 марта в матче против «Севильи» забил свой первый гол.

## Карьера в сборной
В 2011 году Аньор принял участие в юношеском чемпионате Южной Америки в Эквадоре. На турнире он сыграл в матчах против команд Бразилии, Чили и Парагвая.
В 2013 году в составе молодёжной сборной Венесуэлы Аньор принял участие в молодёжном чемпионате Южной Америки в Аргентине. На турнире он сыграл в матчах против команд Уругвая и Бразилии. В матче против уругвайцев Хуанпи забил гол. В конце января того же года Аньор получил вызов в сборную Венесуэлы, но на поле так и не вышел.
14 ноября 2014 года матче против сборной Чили Хуанпи дебютировал за сборную Венесуэлы, заменив во втором тайме Франка Фельтшера.
В 2016 году Аньор принял участие в Кубке Америки в США. На турнире он сыграл в матче против команды Аргентины.
6 сентября в отборочном матче чемпионата мира 2018 против сборной Аргентины Хуанпи забил свой первый гол за национальную команду.

### Голы за сборную Венесуэлы
| # | Дата            | Место                                      | Противник | Счёт | Результат | Соревнование                     |
| - | --------------- | ------------------------------------------ | --------- | ---- | --------- | -------------------------------- |
| 1 | 6 сентября 2016 | Метрополитано де Мерида, Мерида, Венесуэла | Аргентина | 1:0  | 2:2       | Чемпионат мира 2018 квалификация |